# Dee Scarr
Dee Scarr là một nhà bảo vệ môi trường, nhà tự nhiên biển và là một thợ lặn sống và làm việc tại Bonaire.

## Sự nghiệp
Scarr nhận bằng Cử nhân và Thạc sĩ về Tiếng Anh và Hùng biện và Địa chỉ Công cộng từ Đại học Florida, và dạy tiếng Anh ở trường trung học, nói trước công chúng và tranh luận. Sau đó, bà trở thành một hướng dẫn viên lặn biển ở Florida vào năm 1974 và bắt đầu sự nghiệp lặn biển của mình trên đảo San Salvador. Dee đến Bonaire năm 1980 và bắt đầu làm việc tại Công viên hải dương quốc gia Bonaire, và năm 1982, bà đã tạo ra chương trình lặn Touch the Sea, trong đó chăm sóc đặc biệt cho khu vực này. Năm 1985, bà kết hôn với David Batalsky. Trong khoảng thời gian từ 1988 đến 1991, Scarr và các đồng nghiệp của cô đã buộc hơn 600 miếng bọt biển trở lại vào các phi công bên dưới Bến tàu cũ của Bonaire trong Dự án Reattachment của Touch the Sea. Vào giữa những năm 90, bà đã khảo sát khu vực bến cảng của Bonaire, loại bỏ rác, thiết lập các khu vực bị lạm dụng và thông báo cho Công viên Hàng hải Bonaire để giáo dục những kẻ lạm dụng. Sự công nhận lớn đầu tiên về công việc của Scarr là vào năm 1991, khi cô là người thứ hai nhận Giải thưởng Nhận thức về Môi trường của PADI-SeaSpace, sau Jacques Yves Cousteau.
Scarr được công nhận và được giới thiệu vào Lễ khai mạc năm 2000 của Hội trường danh vọng dành cho nữ thợ lặn tại Triển lãm bên dưới biển tại Trung tâm triển lãm đồng cỏ, New Jersey, vào ngày 25 tháng 3 năm 2000. Bà cũng là thành viên khai mạc của Đại sảnh phụ nữ và thợ lặn Platinum Pro của SSI, những người có hơn 5000 người lặn; Scarr đã đăng nhập hơn 7000 lần lặn. Sau khi nhận ra rằng các cơ quan đào tạo lặn không cung cấp thông tin quan trọng về san hô sống cho sinh viên của mình, bà đã thành lập Action in Behalf of Coral năm 2005. Năm 2006, b2 được trao giải Accolade của thuyền trưởng Don Stewart vì "làm cho kiến thức về biển vui và truyền bá mong muốn học hỏi và trở thành một phần của biển chúng ta. ", vào năm 2007, bà đã được trao giải thưởng Người đi biển của năm Boston, Giải thưởng Người lặn biển của năm vì Môi trường và Câu lạc bộ dưới nước của Paul Hoàn nguyên Spike. Năm 2008, tại Gala Awards NOGI thường niên lần thứ 49, bà đã nhận được giải thưởng NOGI của Viện hàn lâm nghệ thuật và khoa học dưới nước (AUAS), một trong những giải thưởng lâu đời nhất và uy tín nhất trong ngành lặn.
Dee đã viết ba cuốn sách: Chạm biển, về tương tác với động vật biển, Biển hiền, về những sinh vật dưới đáy biển có khả năng gặp phải bởi thợ lặn, và một cuốn sách thiếu nhi, San hô. Trong hơn một thập kỷ, Scarr đã viết các bài báo hàng tháng về động vật biển và hành vi của chúng cho tạp chí Đào tạo lặn, và hiện đang là một phóng viên Bonaire về động vật biển. Bà là nhiếp ảnh gia cho Hướng dẫn ban đầu về Công viên biển Bonaire và đóng góp cho phiên bản thứ hai của hướng dẫn.